# 西西里大区议会
西西里大区议会（義大利語：Assemblea Regionale Siciliana）是意大利西西里大区的立法机关，成立于1947年5月25日，设于巴勒莫。议会实行一院制。议会有70名议员，由直接选举产生。每届议会任期5年。现任议会主席是Gaetano Galvagno。